# Balasore
Balasore este un oraș în Orissa, India.

## Clima
| Date climatice pentru Balasore                     | Date climatice pentru Balasore | Date climatice pentru Balasore | Date climatice pentru Balasore | Date climatice pentru Balasore | Date climatice pentru Balasore | Date climatice pentru Balasore | Date climatice pentru Balasore | Date climatice pentru Balasore | Date climatice pentru Balasore | Date climatice pentru Balasore | Date climatice pentru Balasore | Date climatice pentru Balasore | Date climatice pentru Balasore |
| Luna                                               | Ian                            | Feb                            | Mar                            | Apr                            | Mai                            | Iun                            | Iul                            | Aug                            | Sep                            | Oct                            | Nov                            | Dec                            | Anual                          |
| -------------------------------------------------- | ------------------------------ | ------------------------------ | ------------------------------ | ------------------------------ | ------------------------------ | ------------------------------ | ------------------------------ | ------------------------------ | ------------------------------ | ------------------------------ | ------------------------------ | ------------------------------ | ------------------------------ |
| Maxima medie °C (°F)                               | 27.0 (80,6)                    | 29.5 (85,1)                    | 33.7 (92,7)                    | 36.0 (96,8)                    | 36.1 (97)                      | 34.2 (93,6)                    | 31.8 (89,2)                    | 31.4 (88,5)                    | 31.7 (89,1)                    | 31.3 (88,3)                    | 29.2 (84,6)                    | 26.9 (80,4)                    | 31,57 (88,82)                  |
| Minima medie °C (°F)                               | 13.9 (57)                      | 16.7 (62,1)                    | 21.0 (69,8)                    | 24.4 (75,9)                    | 26.0 (78,8)                    | 26.2 (79,2)                    | 25.8 (78,4)                    | 25.8 (78,4)                    | 25.5 (77,9)                    | 23.0 (73,4)                    | 17.8 (64)                      | 13.7 (56,7)                    | 21,65 (70,97)                  |
| Minima istorică °C (°F)                            | 4.1 (39,4)                     | 8.5 (47,3)                     | 13.4 (56,1)                    | 17.2 (63)                      | 20.0 (68)                      | 22.1 (71,8)                    | 21.8 (71,2)                    | 21.8 (71,2)                    | 21.7 (71,1)                    | 18.4 (65,1)                    | 10.5 (50,9)                    | 7.3 (45,1)                     | 4,1 (39,4)                     |
| Precipitații mm (inches)                           | 17.0 (0.669)                   | 36.3 (1.429)                   | 39.4 (1.551)                   | 54.8 (2.157)                   | 108.6 (4.276)                  | 233.4 (9.189)                  | 297.9 (11.728)                 | 318.3 (12.531)                 | 275.8 (10.858)                 | 184.0 (7.244)                  | 41.6 (1.638)                   | 6.5 (0.256)                    | 1.613,6 (63,528)               |
| Sursă: India Meteorological Department (1901-2000) |                                |                                |                                |                                |                                |                                |                                |                                |                                |                                |                                |                                |                                |